# خوکوویچه
خوکوویچه (به لهستانی:  Hukowicze) یک روستا در لهستان است که در گمینا چژه واقع شده‌است.